# Nils Bethén
Nils Bethén, född 6 april 1752 i Mönsterås församling, Kalmar län, död 19 februari 1824 i Hogstads församling, Östergötlands län, var en svensk häradshövding.

## Biografi
Bethén var son till kyrkoherden Erik Bethén och Anna Christina Forssell. Han var assessor och häradshövding i Aska och Göstrings häraders domsaga. Bethén avled 19 februari 1824 i Hogstads församling.

### Familj
Bethén gifte sig 23 augusti 1795 i Hogstad med Anna Sofia Ehrensparre (1757-1807). Hon var dotter till Överstelöjtnanten Christoffer Ehrensparre och Christina Gustaviana Ingelotz. De fick tillsammans dottern Anna Lovisa (1798-1878).